# ترافيس فيشر
ترافيس فيشر (بالإنجليزية: Travis Fisher)‏ هو لاعب كرة قدم أمريكية أمريكي، ولد في 12 سبتمبر 1979 في تالاهاسي في الولايات المتحدة.

## وصلات خارجية
- ترافيس فيشر على موقع مرجع كرة القدم المحترفة.كوم (الإنجليزية)